# Ayer y hoy (álbum de Ninel Conde)
Ayer Y Hoy es el cuarto álbum de estudio de la cantante mexicana Ninel Conde. Fue lanzado mundialmente el 21 de junio de 2011. El disco era esperado  desde el verano del 2008 con el nombre de Libre. Antes del lanzamiento del disco, el segundo  corte "Hoy tengo ganas de ti" ya alcanzaba los primeros lugares del "Billboard Hot Latin Tracks" y los charts de varios países de Latinoamérica.

## Sencillos
- Vivir así es morir de amor , es el primer sencillo de "Ayer Y Hoy" y fue entregado a las radios de Estados Unidos y México  el 28 de noviembre de 2010. La canción fue bien recibida por los críticos y aficionados. El video musical para la canción fue lanzado el 15 de diciembre por Ritmoson Latino. Tiempo antes de lanzar el álbum, el sencillo debutó en #20 en la radio de Estados Unidos Y México.

- Hoy tengo ganas de ti es el segundo sencillo del álbum, lanzado el 8 de febrero de 2011. Después del éxito obtenido con el primer sencillo, Ninel busca refrendarlo nuevamente con su segundo corte.

- Será porque te amo es el tercer sencillo.

## Lista de canciones

### Edición estándar
| Edición Estándar |                                                                 |          |
| Mundo            |                                                                 |          |
| #                | Título                                                          | Duración |
| 1                | "Será porque te amo (Sarà Perche Ti Amo)"                       | 03:18    |
| 2                | " Vivir así es morir de amor "                                  | 03:46    |
| 3                | "Fruta Fresca"                                                  | 03:21    |
| 4                | " Dame ( Gimme!, Gimme!, Gimme)"                                | 03:36    |
| 5                | " Gloria "                                                      | 03:51    |
| 6                | "Pobre Diablo"                                                  | 03:47    |
| 7                | "Hoy tengo ganas de ti"                                         | 03:49    |
| 8                | "Venus"'                                                        | 03:32    |
| 9                | " Chica Material (Material Girl)"                               | 03:16    |
| 10               | " No Puedo Quitar Mis Ojos de Ti (Can't Take My Eyes Off You) " | 03:41    |
| 11               | " Mujeriego"                                                    | 03:24    |

### Bonus TracksMéxico
| Bonus Tracks México |                                                                    |          |
| Mundo               |                                                                    |          |
| #                   | Título                                                             | Duración |
| 12                  | "No Puedes Volver A Mi (Never Can Say Goodbye)"* Bonus Song México | 03:17    |
| 13                  | "Canción De Amor "* Bonus Song México                              | 03:16    |
| 14                  | " Dancing Queen"* Bonus Song México                                | 03:54    |

## Posiciones
| País   | Charts (2011)    | Máxima Posición |
| ------ | ---------------- | --------------- |
| México | AMPROFON Top 100 | 12 (Debut)      |

## Premios y nominaciones
| Año  | Premio/Ceremonia          | Categoría              | Resultado |
| ---- | ------------------------- | ---------------------- | --------- |
| 2011 | Premios Texas             | Mejor Artista Femenina | Nominada  |
| 2011 | Premios People En Español | Mejor Cover            | Nominada  |
| 2011 | Premios People En Español | Mejor Peinado          | Nominada  |

- Datos: Q5714673